# The Delta Saints
The Delta Saints is een Amerikaanse een bluesband uit Nashville, Tennessee.

## Geschiedenis
De band werd in 2007 opgericht door Ben Ringel en David Supica die elkaar op een universiteit in Nashville ontmoetten.
Ze brachten hun eerste ep's uit in eigen beheer, Pray On (2009), en "A Bird Called Angola" (2010).

### Internationaal

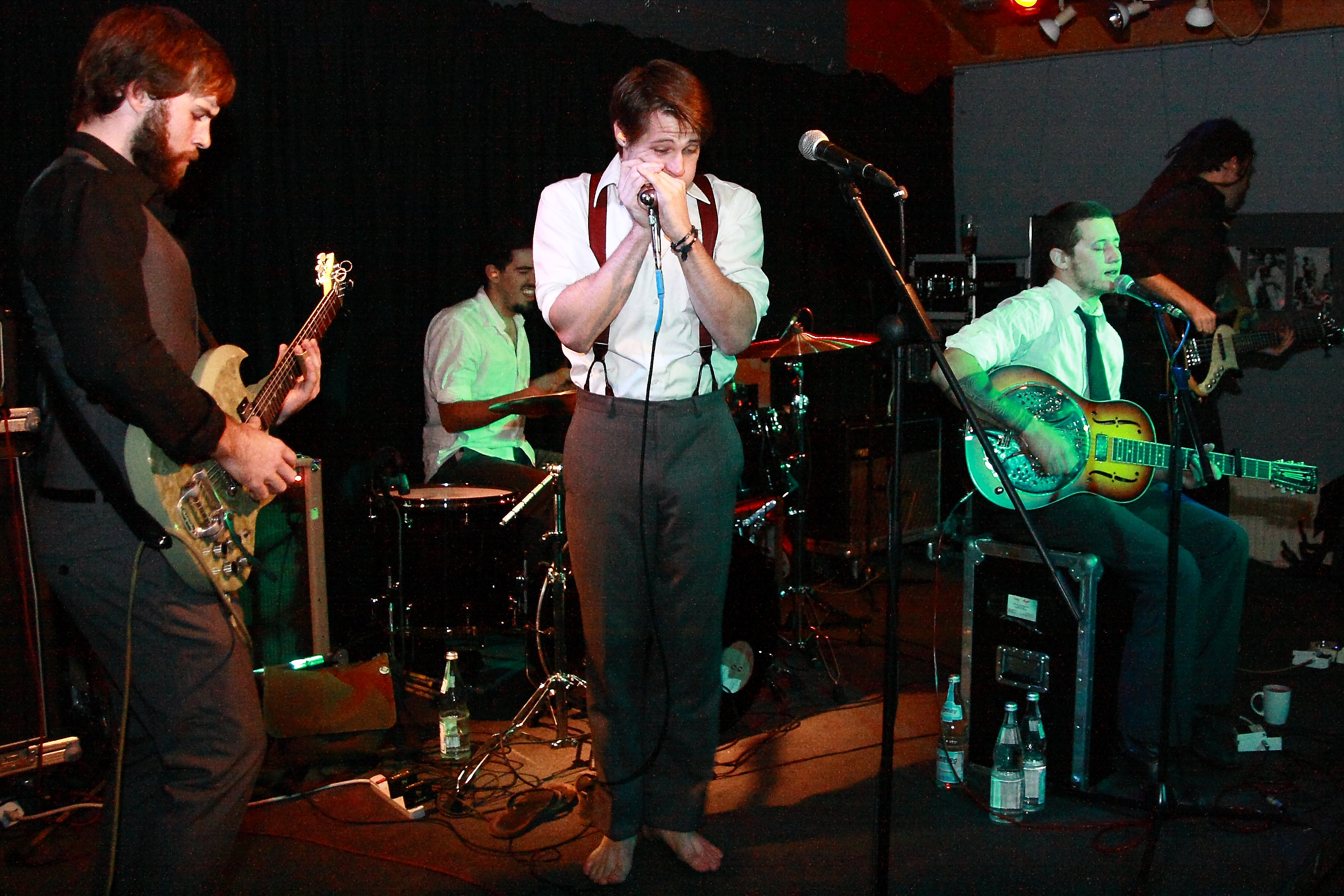
Optreden in Weikersheim (2011)

De brand tourde in 2011 voor het eerst internationaal. Met onder andere optredens in Nederland, bij The Rambler (Eindhoven) en NiX BBBlues Club (Enschede). En in Bonn (Duitsland) bij Rockpalast in oktober 2011 live uitgezonden op de WDR, waarvan ook een DVD is verschenen in 2012 In 2012 en 2013 traden ze ook wederom op in Nederland.

## Discografie
- 2009 – Pray On (EP), in eigen beheer.
- 2010 – A Bird Called Angola, in eigen beheer.
- 2011 – The Delta Saints, bij Dixiefrog Records.[11]
- 2012 – Rockpalast: Live from Bonn, Germany (DVD)
- 2014 – Live at Exit/In.[2][12]
- 2015 – Bones, bij Loud & Proud Records.[13]
- 2017 - Monte Vista